# Hans Pedersson Paus
Hans Pedersson Paus, född 9 mars 1721 i Kviteseid, död 31 juli 1774 i Kviteseid, var en norsk jurist och häradshövding i Øvre Telemark från 1751 till 1774.

## Biografi
Hans Pedersson Paus tillhörde släkten Paus och var son till häradshövding i Øvre Telemark, Peder Hansson Paus (1691–1759), och Cathrine Medea Maj Hermansdatter (död 1736) från Danmark. Han var barnbarn till kyrkoherden i Kviteseid, Hans Povelsson Paus, och till kyrkoherden i Ølsted på Själland, Herman Arentsen, samt barnbarnsbarn till den kända dansk-norska topografen Arent Berntsen och till den danska prästen Søren Nielsen May. Hans Paus mormor Gundel May var kusin till statsmannen Peder Griffenfeld.
Hans Paus tog juridisk examen (som infördes 1736) vid Köpenhamns Universitet 1745, blev edsvuren fullmäktig hos sin far Peder Paus i Øvre Telemark och efterträdde sedan sin far i ämbetet som häradshövding den 19 februari 1751. Hans ämbetsområde omfattade Fyresdal, Lårdal, Vinje, Seljord, Kviteseid, Nissedal och Hjartdal, och ämbetet låg i Kviteseid. Han var den femte och sista i raden i "ett av de mest framstående häradshövdingdynastierna" i Norge; när han dog 1774 hade häradshövdingämbetet varit i familjens ägo oavbrutet i 106 år. Han fick 1757 Hjartdal överfört till Øvre Telemark. Liksom sin far har han beskrivits som en plikttrogen, omtänksam och rättskaffens häradshövding som utmärkte sig med goda och självständiga juridiska bedömningar som betonade sunt förnuft och människokännedom.
Hans Paus var gift med Andrea Jaspara Nissen (1725–1772) från Danmark, dotter till infanterikapten Nicolai von Nissen och Christence Jansdatter Groll. Hustrun var barnbarn till krigskommissarien i Jylland, Nicolai Nissen, och barnbarnsbarn till den danske krigshjälten Jørgen Kaas. Svärfadern var bland annat bror till guvernören på St. Croix, Gregers Høeg Nissen, och kusin till guvernören i Trankebar Christian Ulrich von Nissen-Benzon.